# آنا كومنينا

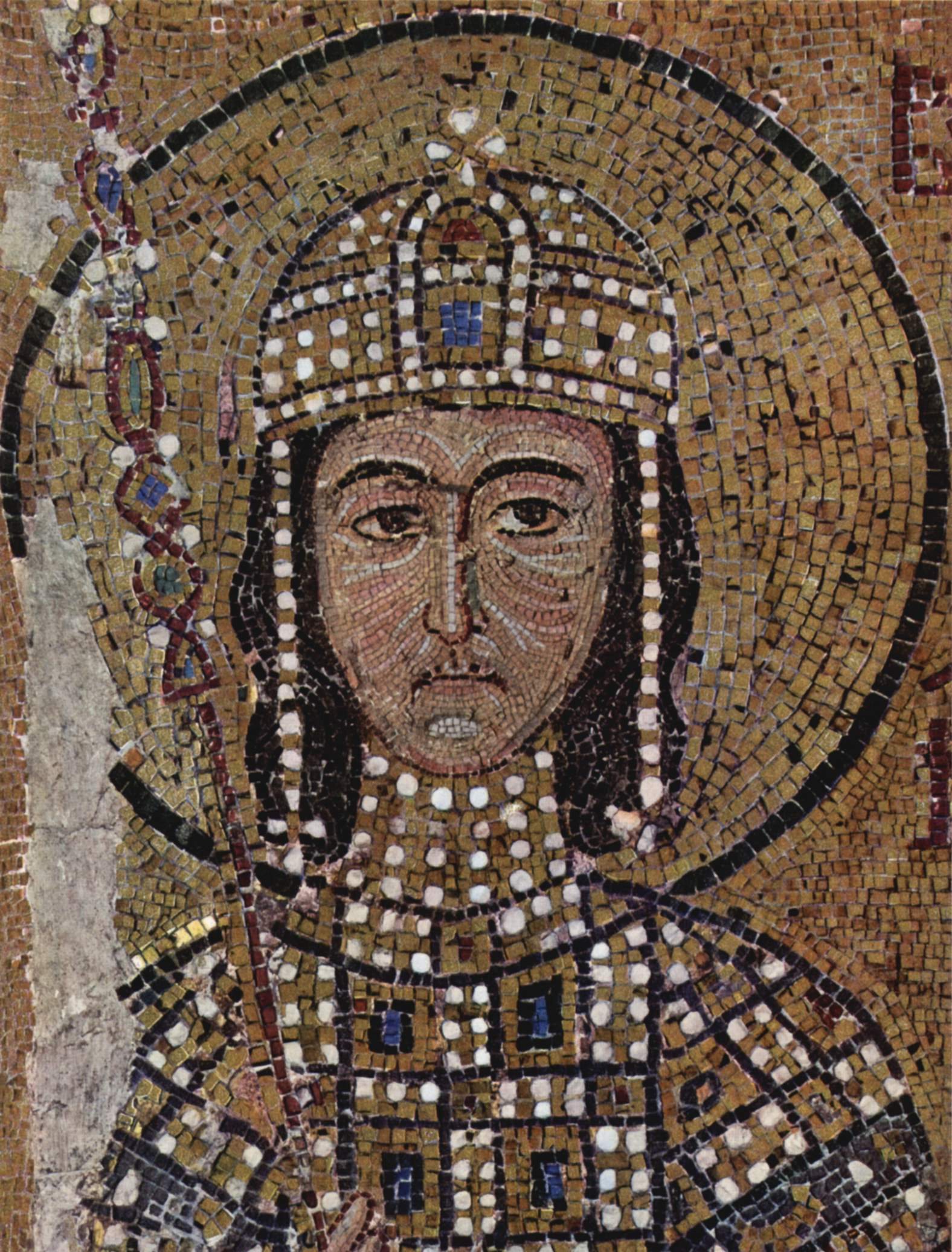
أليكسيوس الأول كومنينوس والد آنا كومنينا

آنا كومنينا (باليونانية: Άννα Κομνηνή ‏1 ديسمبر 1083 - 1153) أميرة ومؤرخة بيزنطية. ابنة الأمبراطور البيزنطي أليكسيوس الاول كومنينوس (حكم 1081 - 1118). كتبت كتابها التاريخي «أليكسيادا» (Αλεξιάδα) الذي يعتبر أشهر وأهم المصادر عن أحداث فترة حكم الإمبراطور أليكسيوس الأول والحملة الصليبية الأولى.
خطبت في صباها لقسطنطين دوكاس ابن الإمبراطور ميخائيل السابع دوكاس (حكم 1071 - 1078) إلا أن زواجها من لم يتم وتزوجت من نيكيبوروس برينيوس الذي كان من عائلة ارستقراطية كبيرة من منطقة غرب الأمبراطورية البيزنطية. أصبح لآنا وزوجها نيكيبوروس مكانة كبيرة في البلاط البيزنطي في فترة حكم أليكسيوس الأول وبعد ما توفي حاولوا أن يستولوا على العرش على حساب وريث العرش يوحنا الثاني كومنين أخو آنا كومنينا الصغير (1118 - 1143) لكن المؤامرة انكشفت وتم نفي آنا كومينينا نفى داخلى لدير عاشت فيه حتي وفاتها حوالى سنة 1153.
قضت آنا كومنينا وقتها في الدير في كتابة الـ «أليكسيادا» خلال الفترة ما بين 1143 و1153 وبقي أحد أشهر النصوص التاريخية في العصور الوسطى.

## الأسرة والحياة المبكرة
ولدت آنا في 1 ديسمبر عام 1083 لألكسيوس الأول كومنينوس وإيريني دوكاينا. أصبح والدها، ألكسيوس الأول كومنينوس، إمبراطورًا في عام 1081، بعد استيلائه على سلطة الإمبراطور البيزنطي السابق، نقفور الثالث بوتانياتيس. كانت والدتها، إيريني دوكاينا، من عائلة دوكاس الإمبراطورية. في كتابها، أليكسياد، أكدت آنا على حبها لوالديها في توضيح علاقتها مع أليكسيوس وإيرين. كانت الابنة البكر من أصل سبعة أبناء. كان أشقاؤها الصغار (بالترتيب)، ماريا ويوحنا الثاني وأندرونيكوس وإسحاق ويودوكيا وثيودورا.
ولدت آنا في الغرفة الأرجوانية بالقصر الإمبراطوري في القسطنطينية، ما جعلها من الطبقة التي ولدت في الأرجوانية، الأمر الذي يؤكد انتماءها الإمبراطوري. أشارت إلى هذه المكانة في كتاب أليكسياد، قائلة إنها «ولدت ونشأت ضمن الطبقة الأرجوانية».
وفقًا لوصف آنا في أليكسياد، طلبت منها والدتها الانتظار حتى عودة والدها من الحرب قبل أن تولد. بطاعة، انتظرت آنا حتى عاد والدها إلى المنزل.
عند الولادة، كانت آنا مخطوبة لقسطنطين دوكاس، ابن الإمبراطور ميخائيل السابع وماريا باغراتيوني من ألانيا. كان الاثنان وريثان للإمبراطورية حتى وقت ما بين عامي 1088 و1092، بعد ولادة شقيق آنا، يوحنا الثاني كومنين. يشير العديد من العلماء إلى أن الخطوبة كانت غالبًا لعبة سياسية تهدف إلى ترسيخ شرعية والد آنا، الذي استحوذ على سلطة الإمبراطور السابق.
ابتداءً من حوالي عام 1090، تولت والدة قسطنطين -ماريا ألانيا- تربية آنا في منزلها. كان من الشائع في بيزنطة أن تقوم الحماة بتربية زوجات الأبناء. في عام 1094، تورطت ماريا ألانيا في محاولة للإطاحة بألكسيوس الأول كومنينوس. يجادل بعض العلماء بأن خطوبة آنا لقسطنطين دوكاس ربما لم تنته عند هذه النقطة، لأنه لم يكن متورطًا في المؤامرة ضد ألكسيوس، لكنها انتهت بالتأكيد عندما توفي حوالي عام 1094.
بدأ بعض العلماء الآن أيضًا في النظر في علاقات آنا بماريا من ألانيا؛ وآنا دالاسين، جدة آنا من جهة والدها؛ وإيريني دوكاينا كمصادر للإلهام والإعجاب لآنا. مثلًا، ذكرت ثاليا جوما بيترسون بأن «قدرة إيريني دوكاينا على التعامل مع الفضوليين والمفكرين مكنت الابنة من أن تصبح تلميذة بارعة كما ادعت بفخر أنها كانت في الصفحات الافتتاحية من أليكسياد».

## التعليم
كتبت آنا في بداية أليكسياد عن تعليمها، مسلطةً الضوء على تجربتها مع الأدب واللغة اليونانية والبلاغة والعلوم. علمها الأساتذة مواضيع تشمل علم الفلك والطب والتاريخ والشؤون العسكرية والجغرافيا والرياضيات. اشتهرت آنا بأنها تعلمت على يد الباحث في العصور الوسطى، نيكيتاس شوناتس، الذي كتب أن آنا «كرست نفسها بشدة للفلسفة، ملكة كل العلوم، وتعلمت في كل المجالات». تكلمت آنا عن تعليمها في وصيتها، والتي نسبت فيها الفضل إلى والديها بالسماح لها بالتعلم. تتناقض هذه الوصية مع خطبة جنازة آنا التي ألقاها معاصرها، جورجيوس تورنيكس. قال في خطبته إنها اضطُرت أن تقرأ الشعر القديم، مثل الأوديسة، سرًا لأن والديها لم يوافقوا على كونها تتحدث عن الشرك وغيرها من «المآثر الخطيرة»، والتي تعتبر «خطيرة» على الرجال و «مفرطة الخبث» بالنسبة للنساء. تابعت تورنيكس قائلة إن آنا «عملت على تقوية نفسها الضعيفة» ودرست الشعر «مع الحرص على ألا يكشفها والداها».

## روابط خارجية
- آنا كومنينا على موقع الموسوعة البريطانية (الإنجليزية)